# Tour Chambord
Pour les articles homonymes, voir Chambord.
La tour Chambord est un immeuble de 31 étages situé dans le 13e arrondissement de Paris, achevé en 1975 sur les plans des architectes Daniel Mikol, Michel Holley et Gérald Brown-Sarda.
Construit dans le cadre du projet Italie 13 durant le début des années 1970, l'immeuble est situé le long du boulevard Kellermann.

## Caractéristiques
- Hauteur : 96 m
- Nombre d'étages : 31

## Galerie

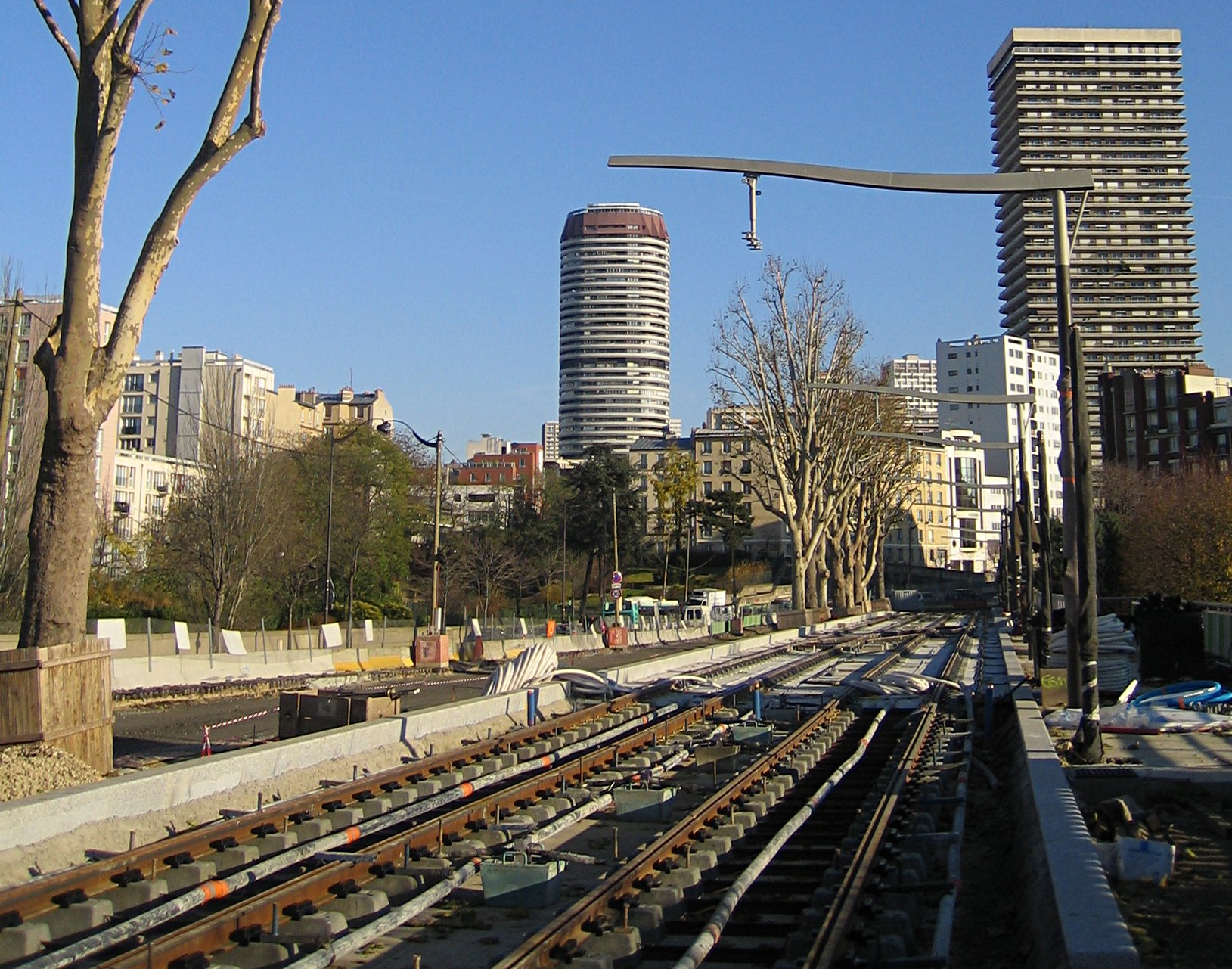
Vue de la station Poterne des Peupliers du tramway T3a; la tour Chambord est visible à droite. L'immeuble au milieu est la tour Super-Italie.
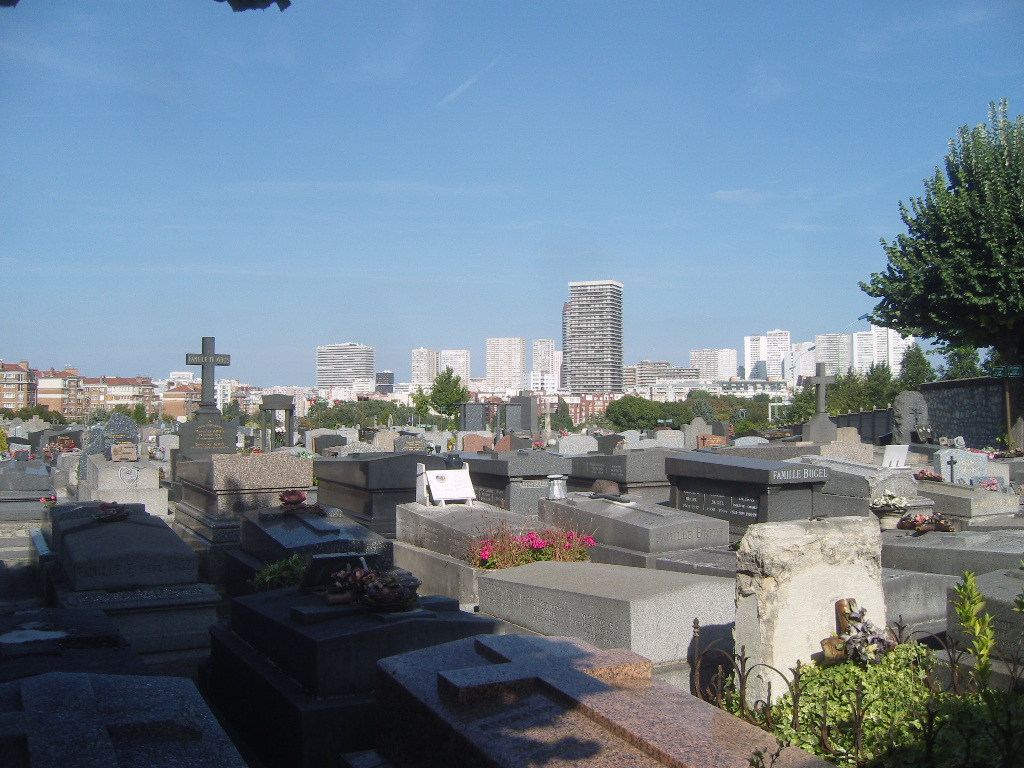
La tour Chambord comprise dans Italie 13, en arrière-plan du cimetière de Gentilly.
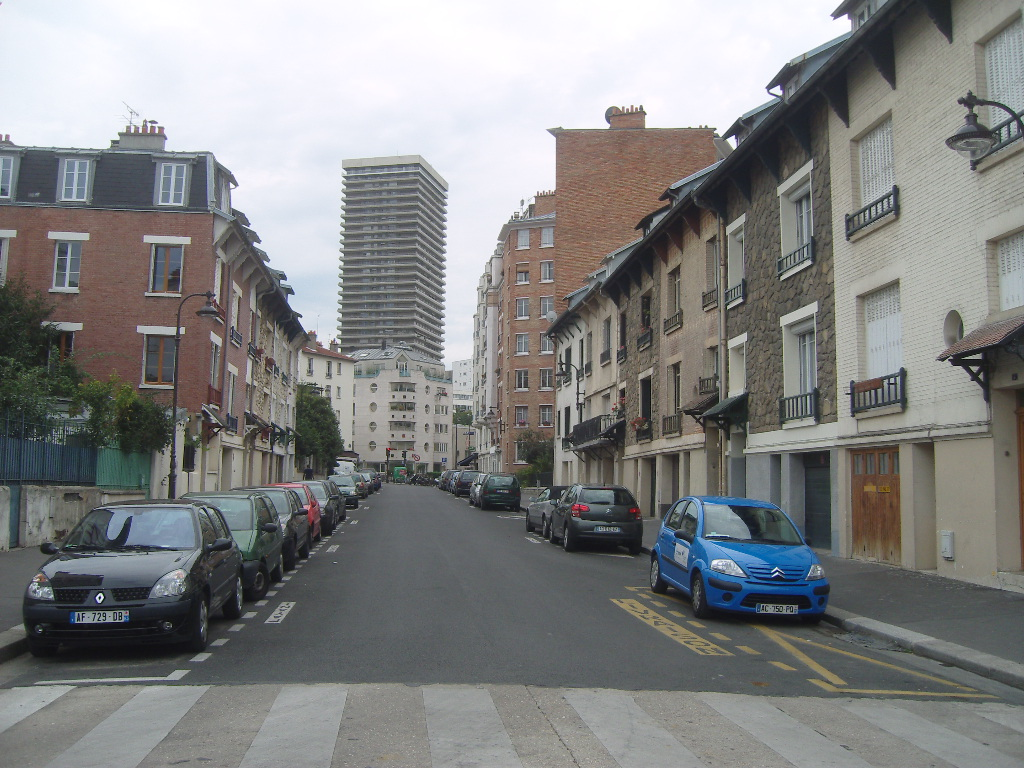
Vue depuis la Rue du Docteur-Lucas-Championnière.
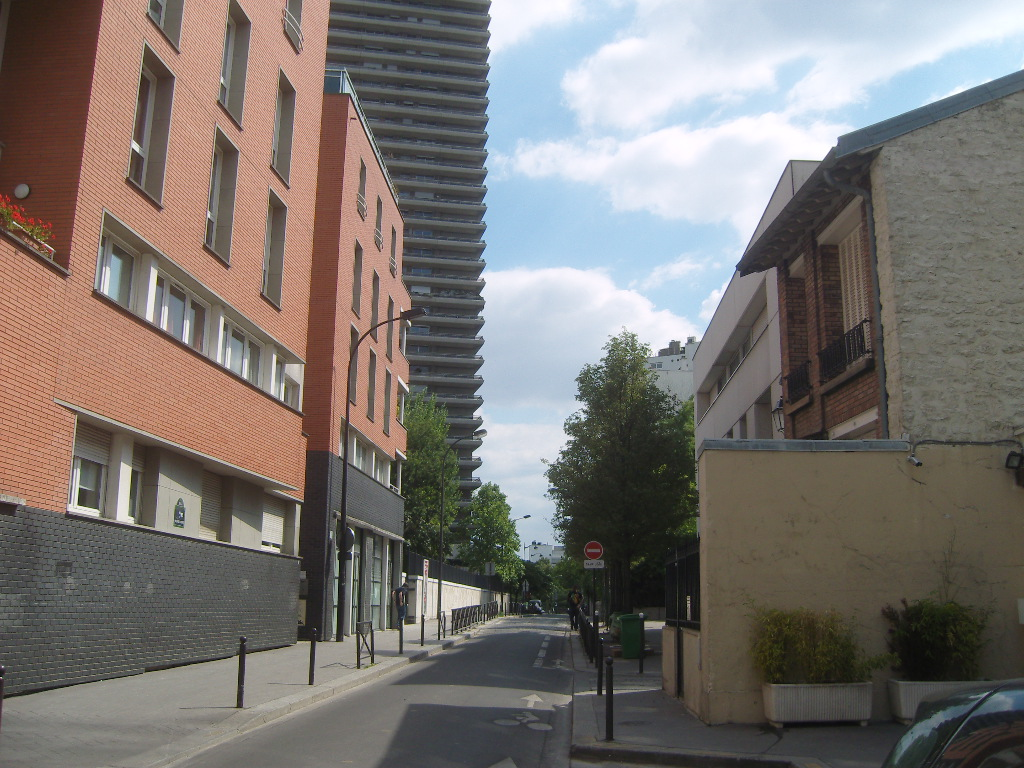
Vue depuis la Rue du Moulin-de-la-Pointe.
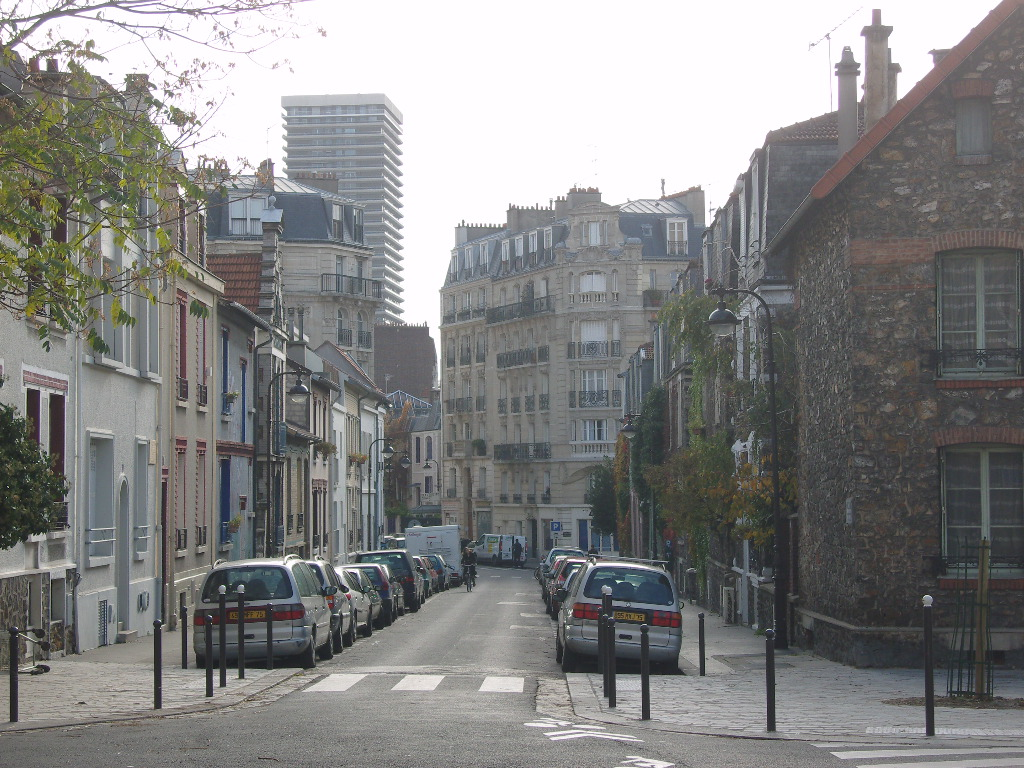
Vue depuis la Rue du Moulin-des-Prés.
Au pied de la tour.